# (6781) Sheikhumarrkhan
(6781) Sheikhumarrkhan es un asteroide que forma parte del cinturón de asteroides y fue descubierto por Eleanor Francis Helin desde el observatorio del Monte Palomar, Estados Unidos, el 19 de julio de 1990. 

## Designación y nombre
Designado provisionalmente fue nombrado en honor a Sheik Humarr Kahn (1975-2014)  virólogo de Sierra Leona. A lo largo de su carrera, salvó cientos de vidas tratando a personas con fiebre de Lassa. En 2014, lideró la lucha de su nación contra un brote mortal de ébola, salvando aún más vidas e inspirando a otros con su valentía.

## Características orbitales
1990 OD orbita a una distancia media de 2,629 ua del Sol, pudiendo acercarse hasta 1,984 ua y alejarse hasta 3,273 ua. Tiene una excentricidad de 0,2452 y una inclinación orbital de 11,87 grados. Emplea 1557 días en completar una órbita alrededor del Sol. El movimiento de 1990 OD sobre el fondo estelar es de 0,2312 grados por día.

## Características físicas
La magnitud absoluta de 1990 OD es 14.